# Пенья, Дженнифер
Дже́ннифер Марсе́лла Пе́нья (англ. Jennifer Marcella Peña; 17 сентября 1983, Сан-Антонио, Техас, США) — американская певица и автор песен.

## Биография
Дженнифер Марселла Пенья родилась 17 сентября 1983 года в Сан-Антонио (штат Техас, США) в американо-мексиканской семье Джейми и Мэри Пенья. У Дженнифер есть две сестры — Джанет Пенья и фотомодель Джеки Пенья.
Дженнифер начала свою музыкальную карьеру в 1995 году с выступления на концерте памяти певицы Селены.
С 3 июня 2007 года Дженнифер замужем за музыкантом Оби Бермудесом (род.1977). У супругов есть сын — Джобьен Бермудес (род.27.10.2007).

## Дискография
- Dulzura (1996)
- Jennifer (1997)
- Selena (1997)
- Mariposa (1998)
- Abrázame Y Bésame (2000)
- Libre (2002)
- Seducción (2004)
- Houston Rodeo Live (2004)
- Dicen Que El Tiempo (2007).

## Премии и номинации
- GRAMMY AWARDS

2001 Best Mexican American Performance " Abrasame Y Besame" Nominated
2003 Best Mexican American Performance " Libre" Nominated
2007 Producer of the Year "Dicen Que El Tiempo" Nominated
2008 Best Latin Pop Album " Dicen Que El Tiempo" Nominated
- BILLBOARD LATIN MUSIC AWARDS

2003Hot Latin Track of The Year  ( El Dolor De Tu Presencia ) Nominated
2003 Pop Airplay Track of The Year  ( El Dolor De Tu Presencia) Nominated
2003 Regional Airplay Track of The Year ( El Dolor De Tu Presencia Norteno Version) Nominated
2003 Album of The Year  ( Libre) WIN 
- PREMIO LO NUESTRO

2004 Female Entertainer of The Year 
- TEJANO MUSIC AWARDS

1997, 1998, 1999, 2001, 2003 Female Entertainer of The Year
1998 Most Promising Band
1999, 2001, 2003  Female Vocalist of The Year
- South Texas Music Awards

2002, 2003  Female Vocalist of The Year
2002, 2003  Female Entertainer of The Year